# Schweinfurter Becken
Das Schweinfurter Becken ist eine ca. 172,3 km² große morphologische Hohlform von geringem Relief im unterfränkischen Landkreis Schweinfurt, zu beiden Seiten des Mains. Der südmainische, weithin brettflache Bereich, wird auch als Schweinfurter Trockenplatte bezeichnet. 
Die Anlage ist geologisch durch die Schweinfurter Mulde bedingt. Der Main durchfließt als zentrales Formungsmedium das Becken, näherungsweise von NO nach SW. Im Nordwestteil des Schweinfurter Beckens ist der Einschnitt der Wern das landschaftsprägende Element. Der längliche Höhenzug zwischen den beiden Flüssen teilt das herzförmige Schweinfurter Becken in einen größeren Teilbereich südöstlich (Röthlein – Schweinfurt) und einen kleineren Teilbereich nordwestlich (Geldersheim – Poppenhausen)

Als eigenständiger Naturraum ist das Schweinfurter Becken die Haupteinheit 136 innerhalb der Naturräumlichen Haupteinheitengruppe 13 – Mainfränkische Platten.

## Lage
Das Schweinfurter Becken liegt zentral und vollständig innerhalb der Außengrenzen des unterfränkischen Landkreises Schweinfurt. Die innerhalb des Landkreises gelegene kreisfreie Stadt Schweinfurt liegt zum Großteil (SW-Mitte, -Süd, -West) im Beckenbereich, ebenso die im Radius von 10 bis 12 km südlich und westlich liegende Orte im Landkreis.

## Tektonik und Geologie

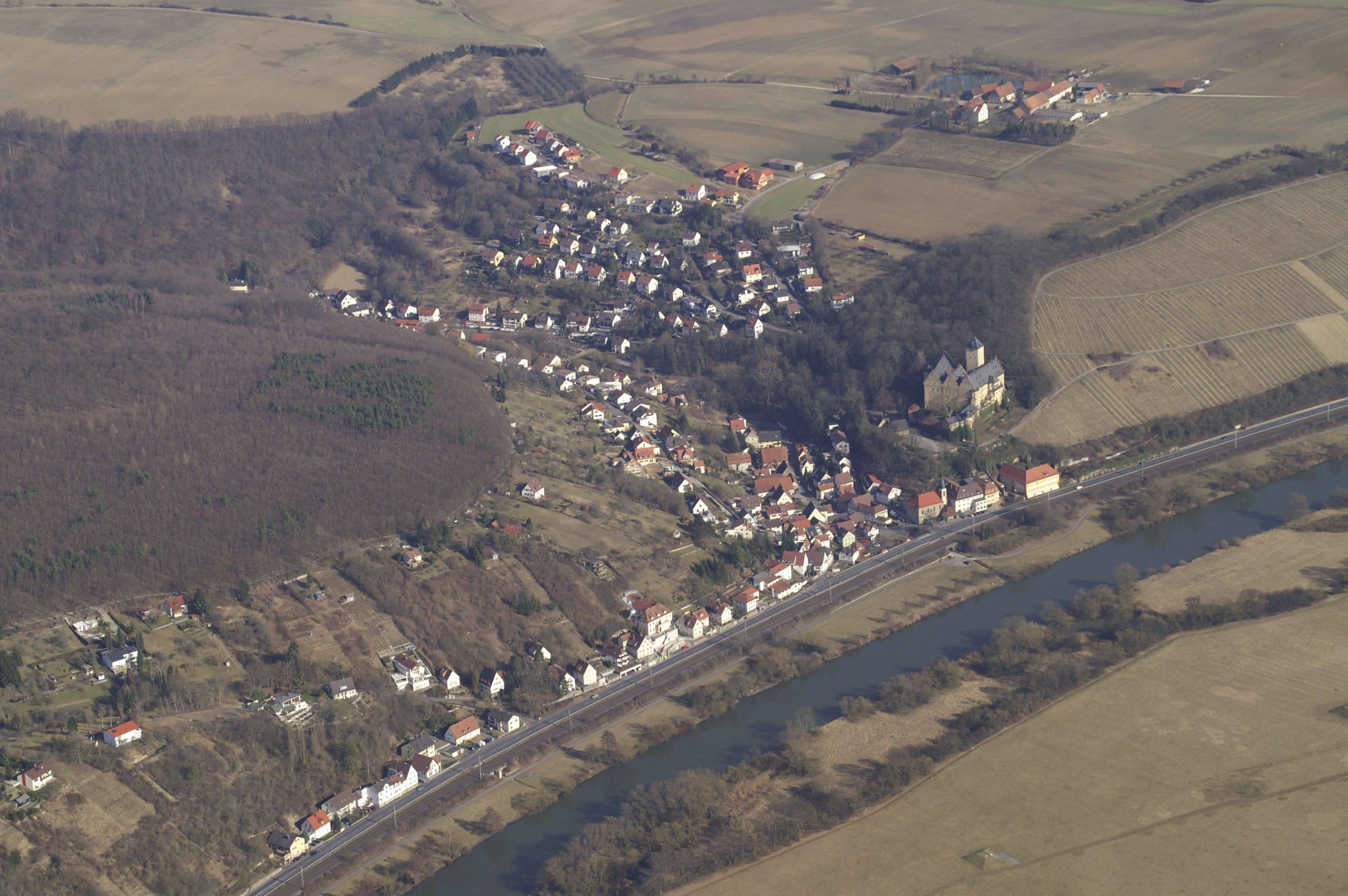
Main zwischen Schweinfurter Becken (re.) und Hesselbacher Waldland, bei Mainberg

Die Anlage der geomorphologischen Form ist geologisch-tektonisch begründet. Die Mainfränkischen Platten bestehen generell aus Sedimentgesteinen des Muschelkalk und darüber liegendem Lettenkeuper, in tektonischen Senkungsgebieten ist noch Mittlerer Keuper erhalten.

Im Pliozän wurde durch tektonische Verbiegung eine NW-SO streichende Mulde gefaltet. Zeitgleich wurden parallel streichende Störungen reaktiviert, insbesondere die Kissingen-Haßfurter Störungszone, welche das Becken im Norden begrenzt. Im Zentralbereich der Schweinfurter Mulde konnten sich die etwas jüngeren Gesteine des Gipskeupers erhalten. Diese sind aufgrund ihres hohen Tongehaltes relativ leicht zu erodieren. Im Pliozän und Pleistozän konnte der Main hier nahezu beliebig seinen Lauf verändern und Material ausräumen. Von den ständigen Laufveränderungen zeugen weitflächig verbreitete Vorkommen von alten Flussschottern.

In den trocken-kalten Abschnitten der Kaltzeiten, wurde in den Bereichen, die nicht durch Fließgewässer umgearbeitet wurden, durch Westwinde schluffiges bzw. sandiges Substrat angeweht. Innerhalb des Mainbogens, südöstlich der Mainlinie, liegen große Areale mit Flugsand, welcher im Pleistozän aus den unmittelbar im Westen angrenzenden Mainterrassen ausgeweht wurde. Außerhalb des Mainbogens, westlich und nördlich der Mainlinie, liegt (feinerer) Löss, welcher größere Transportdistanzen über die Mainfränkischen Platten hinter sich hat und folglich geringere Korngrößen aufweist.

## Abgrenzung

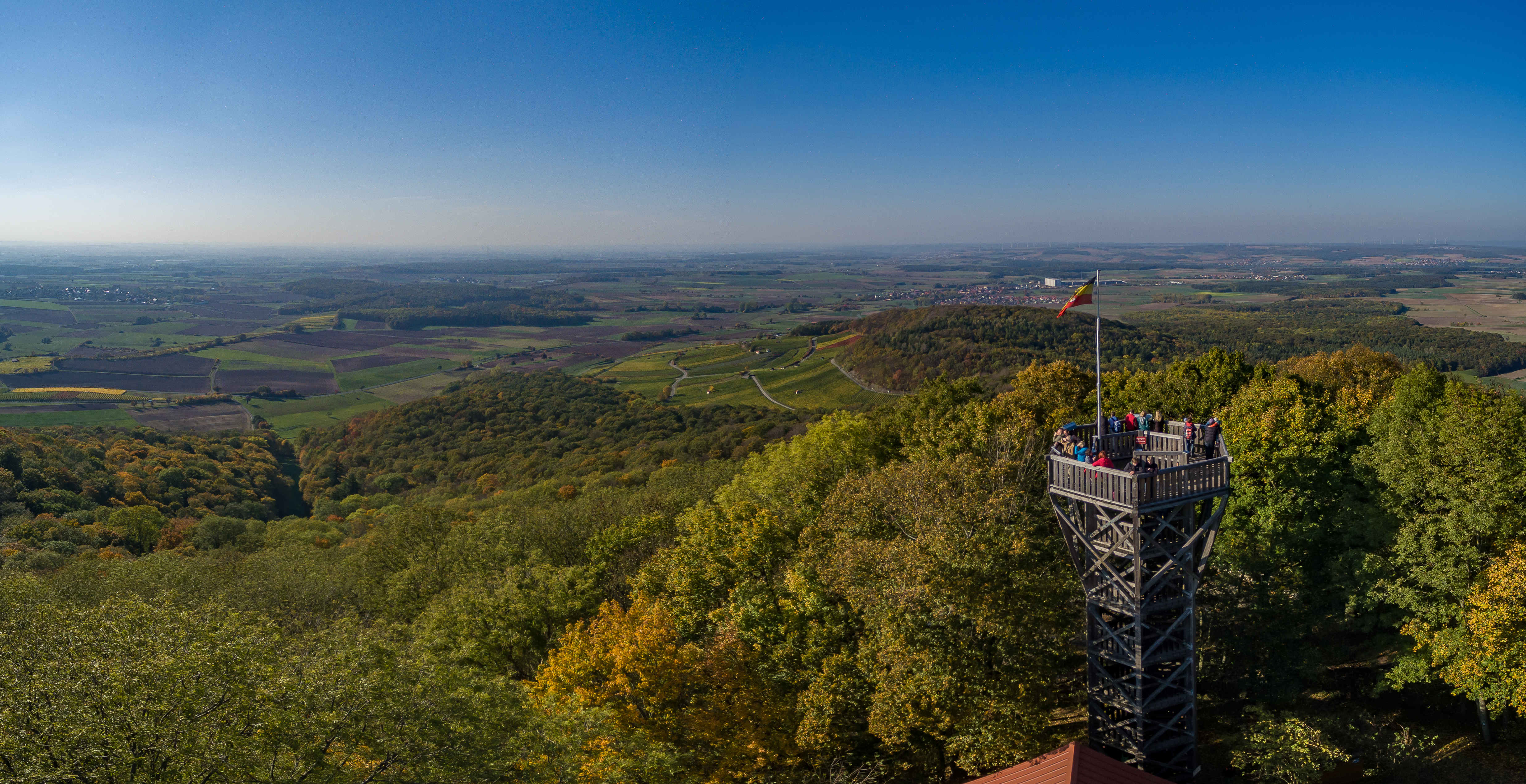
Blick vom Steigerwald über das Steigerwaldvorland ins Schweinfurter Becken

Neben dem Maintalsystem gehört das Schweinfurter Becken zu den am tiefsten liegenden Einheiten innerhalb der Mainfränkischen Platten. Im Zentrum liegen die Höhen um 200 m ü. NN, an den Rändern werden bis 300 m ü. NN erreicht.
Im Südosten geht der Naturraum Schweinfurter Becken (Haupteinheit 136) in das Steigerwaldvorland (137) über. Dieses ist überwiegend ebenfalls in weichen Keupergesteinen angelegt und weist ebenfalls geringes Relief auf. Im Nordosten grenzt an der komplexen Kissingen-Haßfurter Störungszone das bergige Hesselbacher Waldland (139) welches vor allem aus harten Gesteinen des Muschelkalks besteht. Der hier verlaufende Kissingen-Haßfurter-Sattel bildet das tektonische Gegenstück zur Schweinfurter Mulde. Die Wern-Lauer-Platten (135) im Nordwesten des Beckens sind von hügeligem Relief, da härtere Schichten des Muschelkalks angeschnitten werden. Im Südwesten liegen die flachwelligen lössbedeckten Gäuplatten im Maindreieck (134). Im Süden des Schweinfurter Beckens schneidet sich (insbesondere mit dem Kreuzen der Wipfeld-Prichsenstädter Störungszone) der Main tief in Gesteine des Muschelkalk ein und tritt so in den eigenständigen Naturraum Mittleres Maintal (133) ein.

## Klima und Landschaft

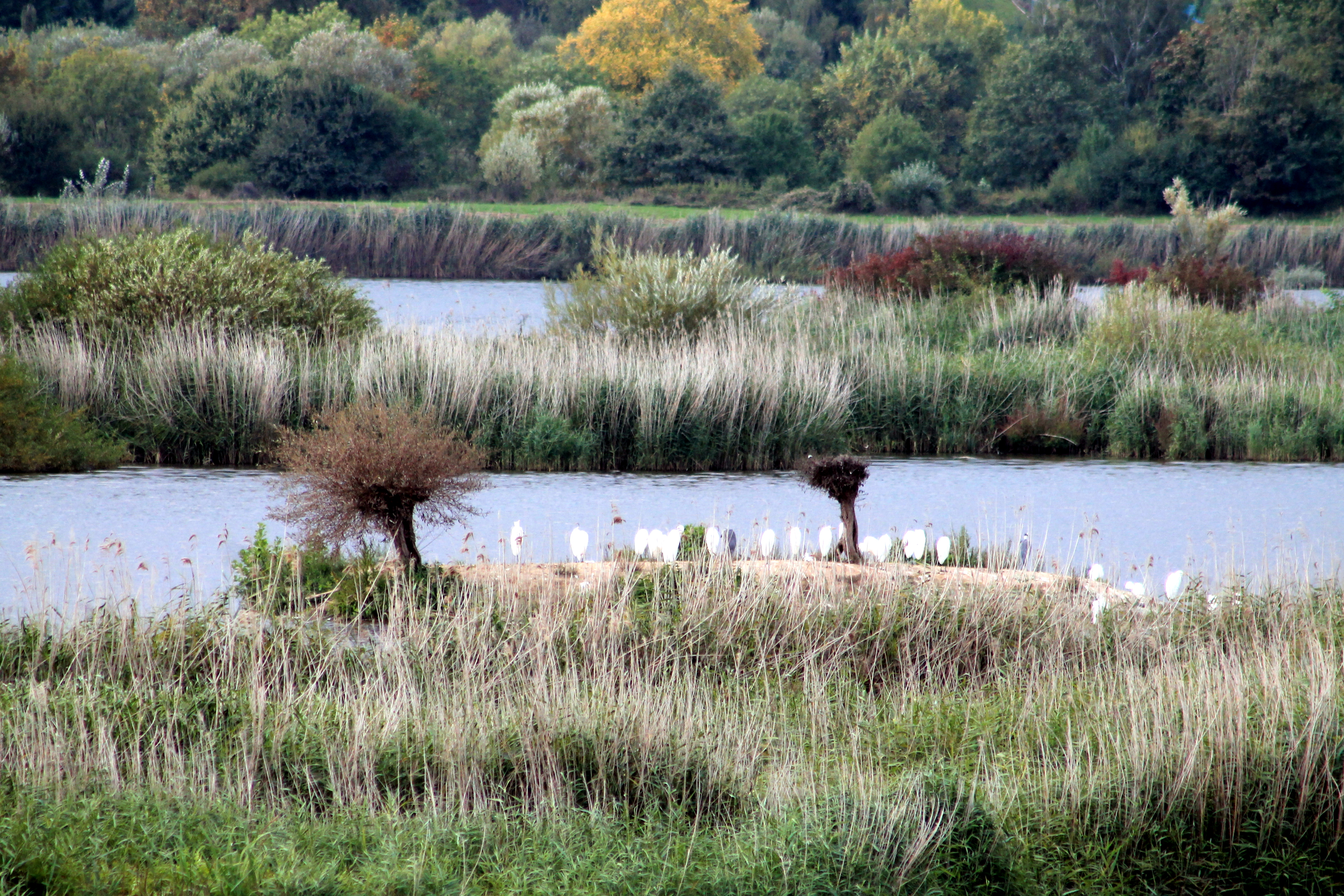
Schweinfurter Becken:
Vogelschutzgebiet bei Garstadt am Main

Das tief gelegene Becken ist ein Trockenraum (Schweinfurter Trockenplatte) innerhalb der ohnehin relativ trockenen Mainfränkischen Platten. Die durchschnittlichen Jahresniederschläge übersteigen selten 600 mm, in zentralen Teilen liegen sie unter 550 mm, bei gemäßigten Durchschnittstemperaturen um 9 °C
Die breiten, flachen Flussauen des Maintals mit überwiegend Auenböden, die gelegentlich zu Staunässe neigen, stehen – sofern sie nicht durch Gewerbe- und Industrieflächen versiegelt sind – unter Grünlandnutzung. Von ökologischer Bedeutung sind die abgeschnürten Altarme des Mains. Die alten Flussterrassenkörper oberhalb der Auenzone sind teilweise zur Sand- und Schottergewinnung abgebaut, ebenso Flugsandkörper, wovon mehrere Baggerseen zeugen. Die Flugsande im Mainbogen führen saure podsolige Böden oder anmoorige Böden. Auf sandigen Braunerden wird Ackerbau betrieben, insbesondere Gemüse- und Kräuteranbau. Auf Mittlerem Keuper, beziehungsweise dessen Decklagen entwickeln sich dichte tonige Braunerden bis Pelosole, welche schwierig zu bearbeiten sind und diverse suboptimale Eigenschaften aufweisen.

Die flachwelligen Lössgebiete im Westen des Mains tragen sehr fruchtbare, aber erosionsanfällige Parabraunerden und stehen unter intensiver ackerbaulicher Nutzung. Nur an steileren Hängen des Werntals oder der Zuflüsse kommen Keuperlagen oberflächig vor, welche eher schlechtere Böden tragen. In den Talsohle des Werntals liegen meist Auenböden unter Grünlandnutzung vor.

Der Verdichtungsraum Schweinfurt (Schweinfurt und direkt angrenzende Orte) ist von Naturferne, durch starke anthropogene Versiegelung und Kanalisierung des Mains geprägt und wird in Kulturlandschaftsgliederungen aus der Zone Schweinfurter Becken ausgesondert. Die Kulturlandschaftsbeschreibung des BfN nennt 13600 Schweinfurter Becken als Bereich ackerbaulicher Prägung westlich und südlich von Schweinfurt, innerhalb der Grenzen der Haupteinheit 136 Schweinfurter Becken. Der Verdichtungsraum 309 Schweinfurt mit seiner naturfernen Prägung umfasst das Stadtgebiet, welches zum Großteil innerhalb der Haupteinheit 136 und zu einem kleineren Teil in der nordöstlich anschließenden Haupteinheit 139 – Hesselbacher Waldland liegt.